# Le rane chiedono un re
Le rane chiedono un re (Ranae regem petierunt) è la seconda favola  del primo libro delle Fabulae di Fedro, che è attribuita a un discorso di Esopo.

## Trama
Durante la tirannia di Pisistrato ad Atene, il popolo è affranto e senza speranza, così il celebre Esopo decide di raccontare agli ateniesi una favola.
Le rane, che vagavano libere nelle paludi, chiesero con grande clamore a Zeus che gli fosse dato un re, in grado di frenare con la forza i costumi troppo dissoluti. Il padre degli dei olimpici rise della loro richiesta e diede loro un piccolo travicello, che, lanciato dall'alto cadde nello stagno, spaventando quella specie fifona per l’improvviso movimento delle acque e il gran rumore.
Tutte le rane si rintanarono impaurite nel fango, fino a che una di esse, cauta e in gran silenzio, fece capolino.
Ispezionò per un po’ il re e poi chiamò tutte le altre. Vedendo che non si trattava altro che di un semplice legnetto inanimato, subito tutte fugarono ogni paura. Le rane fecero a gara a chi lo raggiungeva prima e poi alcune vi salirono sopra e ognuna lo insultò come meglio poteva, deridendo Zeus e chiedendogli un re migliore, al posto di quello era inutile.
Allora Zeus, indispettito, gettò nello stagno delle rane una terribile biscia, che con i suoi denti aguzzi afferrò molte rane. 
A quel punto inutilmente le rane fuggivano di qua e di là, cercando di scamparla senza successo.
Le rane superstiti mandarono tramite Ermes una ambasceria sull’Olimpo, supplicando Zeus di riprendersi quella biscia malvagia. Ma egli disse a loro: “Vi avevo mandato un buon re e voi l’avete rifiutato. Adesso, tenetevi quello malvagio”.

## Morale
La storia suggerisce che è meglio avere governanti incapaci ma innocui, piuttosto che astuti e autoritari. Più in generale, il consiglio è quello di tollerare una situazione spiacevole se c'è il rischio che, cambiandola, questa peggiori radicalmente: a volte è meglio accontentarsi di qualcosa che non ci danneggia, piuttosto che peccare di superbia e ricercare qualcosa di migliore che però, poi, si rivela in realtà peggiore.

## Nella cultura di massa
La favola fu raccontata da Esopo in un discorso ad Atene durante la tirannia di Pisistrato. Il suo scopo era di persuadere gli Ateniesi a deporre Pisistrato in favore di un altro tiranno, oppure, secondo altre versioni, addirittura per criticare la tirannia, a cui tra l'altro era contrario. Pisistrato, però, offeso e, tra le altre cose, contro la libertà di parola, lo scacciò dalla città. 
Il fatto che Fedro introduca la novella come un racconto di Esopo, ha generato il dubbio sull'attribuzione di questa favola.
Come altre favole, essa fu trasformata in poesia da Jean de La Fontaine e pubblicata nella terza raccolta col titolo di "Le Rane vogliono un re". A differenza della favola originale, l'animale che stermina le rane non è una biscia, ma una gru.
La favola era inoltre una delle preferite del poeta Giuseppe Giusti, che nel 1841 ne scrisse una versione in versi, col titolo "Il Re Travicello".

### Re Travicello
Dalla favola è scaturita "Re Travicello", un'espressione idiomatica della lingua italiana. Si usa per indicare, spesso in senso dispregiativo, un sovrano inetto o una persona che occupa una posizione importante, ma che non ha autorità o capacità sufficienti a esercitarne il potere.